# Jim Peterson
Pour les articles homonymes, voir Peterson.
Ne doit pas être confondu avec Jim Petersen.
James Scott Peterson, dit Jim Peterson, né le 30 juillet 1941 à Ottawa (Ontario) et mort le 10 mai 2024, est un homme politique canadien. Il est député à la Chambre des communes du Canada, représentant la circonscription ontarienne de Willowdale depuis 1988 sous la bannière du Parti libéral du Canada.

## Biographie
Jim Peterson acquiert la notoriété à l'échelle nationale en 1974 lorsqu'il aide le danseur russe Mikhaïl Barychnikov à fuir l'Union soviétique pendant sa tournée canadienne.
D'abord élu aux communes en 1980, il est défait lors de l'élection de 1984. Il est de nouveau réélu dans sa circonscription en 1988, et est réélu à chaque élection subséquente. En 1997, il est nommé secrétaire d'État par Jean Chrétien, mais il est renvoyé à l'arrière-banc en 2002. Il revient servir dans le cabinet de Paul Martin qu'il avait longtemps appuyé.
Il est le frère de l'ancien premier ministre ontarien David Peterson. Un autre frère, Tim Peterson, siège aussi à l'Assemblée législative de l'Ontario.
Jim Peterson meurt le 10 mai 2024 à l’âge de 82 ans.